# Centropyge bispinosa
Centropyge bispinosa (Günther, 1860) è un pesce di acqua salata appartenente alla famiglia Pomacanthidae.

## Distribuzione e habitat
Proviene dall'oceano Indiano e dall'oceano Pacifico, dove sta nella Barriera corallina.

## Descrizione
Il corpo è decisamente compresso ai lati, alto, e la livrea è appariscente: il corpo è viola scuro con un'ampia area gialla od arancione. Negli esemplari adulti la parte gialla è molto più estesa che nei giovani. Le pinne sono viola e bordate di blu più chiaro, escluse le pinne pettorali e le pinne pelviche che sono gialle. Non supera i 10 cm.

## Biologia

### Alimentazione
Questo pesce è onnivoro, e si nutre sia di cnidari che di alghe.

### Comportamento
Può formare piccoli gruppi.

## Conservazione
Questo pesce viene frequentemente importato per gli acquari perché rispetto agli altri Pesci Angelo nani è più resistente, ma è diffuso anche in diverse aree marine protette, quindi viene classificato come "a rischio minimo" (LC) dalla lista rossa IUCN.